# Y una estrella para guiarla
Y una estrella para guiarla (en inglés: And a Star to Steer Her By) es un cuento de ciencia ficción del escritor estadounidense G. Harry Stine, publicado originalmente, bajo el nombre de Lee Correy, en la edición de junio de 1953 de Astounding Science Fiction. Más tarde se publicó en Every Boy's Book of Outer Space Stories. El título proviene de una línea del poema Sea-Fever de John Masefield.

## Resumen de la trama
Rod Garver es un astronauta de 35 años que acaba de perder su mano izquierda y se la reemplazaron por una artificial. Desafortunadamente, ya no puede trabajar como piloto en cohetes porque su nueva mano no es lo suficientemente fuerte y debe quedarse en el planeta Marte en el puerto espacial de Canalopolis. Su barco, el Timurlane, se dirige a la luna de Júpiter, Ganímedes, mientras intenta regresar a Terra.
Pasa varios meses esperando en los bares que frecuentan los astronautas, incluido el club de la Liga de Comerciantes Libres, con la esperanza de encontrar un capitán dispuesto a contratarlo para un viaje de regreso a Terra. El Fafnir, un buque de carga envejecido, realiza un aterrizaje de emergencia cerca de Canalopolis después de que su hombre a reacción muere cuando explota una máquina en su sala de energía. El capitán holandés, Vanderhoff, ofrece a Garver el puesto para una carrera de regreso a Terra. A pesar de algunas dudas acerca de servir en un barco en tan mal estado, Garver acepta y después de varias semanas de reparar el Fafnir, parten, junto con el hombre de electrónica, Winchell 'Winch' Astrabadi, un árabe 'musulmán' con acento de Nueva York y su gato, Cosmo. Durante el vuelo de nueve meses, Garver decide que abrirá un restaurante para satisfacer los gustos de los astronautas, ya que no está listo para jubilarse. Los tres hombres se conocen y disfrutan viendo a Cosmo, quien, como la mayoría de los gatos, se ha adaptado bien a la vida de gravedad cero. Al llegar a Terra, aterrizan en White Sands, Nuevo México, con solo un incidente mecánico menor. Garver parte para abrir un bar y parrilla orientado a los astronautas, Vanderhoff pone a la venta el Fafnir como chatarra y Winch acepta un trabajo en un transbordador hacia y desde Luna.
El negocio de Garver tiene éxito, pero anhela la vida de un astronauta. Conoce a Harvey Bernotte, un joven sureño de una granja de Venus, que recién comenzaba como astronauta cuando fue incluido temporalmente en la lista negra y actualmente se encuentra en Terra. Ahora Harvey no está seguro de querer ser astronauta. Garver le da a Harvey un trabajo como cantinero, y el antiguo capitán de Garver, Tomaszewski, regresa a Terra y los dos comparten noticias. Garver se da cuenta de que todavía quiere ser astronauta y convence a Vanderhoff de que le venda el Fafnir a cambio de la mitad de la propiedad del restaurante. Vanderhoff revela que nunca puso a la venta el Fafnir porque sabía que Garver no sería capaz de resistir la vida de un astronauta. Garver, Winch y Harvey partieron hacia Venus, pero Vanderhoff y Garver observan que algunas personas nacen para ser astronautas y no hay nada que puedan hacer para cambiar eso. Están de acuerdo en que Harvey es como Garver y eventualmente también se dará cuenta de que él también pertenece al espacio.
La historia se cierra con:
"En todas las épocas, en todos los tiempos, ha habido quienes no se contentan con establecerse. Extrañan el golpe de la rueda, el aullido del viento en el aparejo, las vistas y los olores exóticos de un puerto al otro lado del mundo, el rugido de los motores que cortan la estela y el poderoso trueno de los jets que sacude el cuerpo. Es con estos hombres inquietos con la pasión por los viajes que la raza humana tiene una deuda invaluable a medida que los vagabundos empujan los horizontes hacia las estrellas..."

## Política
El mundo de la historia parece tener un sistema político mayoritariamente anárquico o libertario. La mayoría de la gente parece vivir con poco control gubernamental. Existe algún tipo de economía unificada, porque los comerciantes que vuelan a la Tierra desde otros planetas y luego regresan tienen que lidiar con precios de mercado fluctuantes que pueden hacer que la carga que transportan pierda su valor cuando llegan a su mercado. Hay organizaciones creadas por civiles, incluida la Liga de Comerciantes Libres, una especie de gremio con clubes en diferentes planetas. La civilización es avanzada, pero parece haber adquirido algunos aspectos de una sociedad fronteriza. No está claro si cada planeta tiene su propio gobierno, pero algún gobierno central todavía tiene control sobre todos los planetas. Cuando el Fafnir aterriza en Terra, se desmantela y luego se pone a la venta como chatarra. El proceso de desmantelamiento implica que la Oficina de Comercio Espacial (BSC) retire los "ladrillos de material fisionable de su pila atómica". Por lo tanto, todavía existe cierta supervisión gubernamental para monitorear y regular ciertas sustancias peligrosas. La historia no tiene la sensación de un 'salvaje oeste', pero sí parece ser una utopía capitalista libertaria, donde se entienden los códigos de conducta y todos actúan de manera respetuosa de la ley, solo sin ninguna evidencia de leyes o aplicación de la ley. Capitalista porque todos los personajes tienen trabajo o están buscando algo que hacer. Una utopía porque todos parecen ser tratados por igual y las distintas razas se han mezclado y coexistido pacíficamente.
Probablemente, la audiencia esté destinada a niños, porque no hay personajes femeninos, y el escenario y la trama (el espacio y los viajes espaciales) tratan temas que atraen a los niños pequeños, especialmente de la década de 1950. Los párrafos de apertura y cierre podrían verse como un estímulo específico para que los jóvenes que lean la historia se conviertan en exploradores y un estímulo general para seguir sus sueños.